# Turbonilla dora
Turbonilla dora är en snäckart som beskrevs av Bartsch 1917. Turbonilla dora ingår i släktet Turbonilla och familjen Pyramidellidae. Inga underarter finns listade i Catalogue of Life.